# Motlalepula Mofolo
Motlalepula Mofolo (ur. 7 września 1986) – sotyjski piłkarz występujący na pozycji środkowego pomocnika.

## Kariera klubowa
Moleko karierę klubową rozpoczął w 2006 roku w południowoafrykańskim klubie Orlando Pirates, w którym grał trzy sezony. Następnym jego klubem został sotyjski klub Lioli FC, którego barwy reprezentował w latach 2011-2013. W 2013 przeszedł do Lesotho Defence Force FC.

## Kariera reprezentacyjna
W latach 2006–2015 Mofolo rozegrał 33 mecze i strzelił 1 gola w reprezentacji Lesotho.